# 崩壊定数
崩壊定数（ほうかいていすう、decay constant、disintegration constant）または壊変定数（かいへんていすう、現在崩壊定数に変わり壊変定数が使われる）とは、放射壊変をする原子核または素粒子が微小時間dt 内に壊変する確率をλdt と表したときのλのことである。素粒子物理学では半値幅(half-width)という。

## 放射壊変の微分方程式
放射壊変による原子数の減少は以下の式のように原子数に比例するが、この比例定数λのことを崩壊定数と呼ぶ。
{\displaystyle {\frac {dN}{dt}}=-\lambda {N}}
また、半減期T1/2 との関係は
{\displaystyle \lambda ={\frac {\ln(2)}{T_{1/2}}}}
である。すなわち、崩壊定数と半減期は反比例の関係にあり、また平均寿命τとも
{\displaystyle \tau ={\frac {1}{\lambda }}}
と逆数の関係となっている。崩壊定数は崩壊する確率を表しており、崩壊定数が大きいほど短時間で数が減少すると理解できる。
もう少し具体的にいえば、微分方程式 dN (t) = -λN (0)dt を一次近似とみなせば、微小時間dtを 普通の時間t とおいて、単位時間t 後に崩壊している原子数が
{\displaystyle N(1)=-\lambda N(0)\times 1}
で表せる。ここで、差分である時点の放射能を求めるとき、簡単のため原子数を1とおけば
{\displaystyle N(1)-N(0)=e^{-\lambda \times 0}-e^{-\lambda \times 1}=1-e^{-\lambda \times 1}}
が単位時間後の残留放射能である。これを微分で一次近似するとまず
{\displaystyle N(t)=1-e^{-\lambda \times {t}}}
とする。これが差分でのある時点t での残留放射能の割合である（原子数まで考えるならば両辺に原子数A を掛ける）。半減期ではある時点での残っている割合を計算するが、この式では減った割合を計算していることに注意せよ（1はe0 でもあるが、そのように式をみなせば補確率q = 1 - p とも理解できる）。この時刻t での微分係数を比例定数とするt に関する一次式が微分での一次近似となるから、まず導関数を求めて
{\displaystyle {\frac {dN(t)}{dt}}=-(-\lambda {e^{-\lambda {t}}})=\lambda {e^{-\lambda {t}}}}
t = 0とおけばe0 = 1であるからλが比例定数となる。つまり、
{\displaystyle N(t)=1-e^{-\lambda \times {t}}\simeq {N'(0)t}=\lambda {t}}
で表せる。
簡単な例をあげれば10個の原子核が単位時間内に崩壊する確率が10%であれば、確率ゆらぎや測定誤差を無視すれば単位時間後には10×0.1×1 = 9個となっている。同様に2単位時間後には8個となっている・・・と一次式で近似して計算できる。あくまで半減期ではなく一次式で近似しているのであるため、時間が大きいほど、あるいは崩壊定数が大きいほど（指数関数の変数、つまり崩壊定数が小さくて時間が大きいとも数学的にはみなせるため）誤差が大きくなる。この考えを応用すればベクレルなどの物理量を微分で計算することができる。
崩壊定数は粒子のエネルギー準位の幅に比例する。

## 数値例
例えばプルトニウム239の半減期を24000年とおけば、崩壊定数は
{\displaystyle \lambda ={\frac {0.693}{24000\times 365\times 24\times 60^{2}}}\simeq 9.16\times 10^{-13}\quad \mathrm {s} ^{-1}}
で与えられるが、これは1秒間に1個のプルトニウム239が崩壊する確率を表していると解釈できる。1gの比放射能を計算すれば、原子量を計算すると、アボガドロ数を6×1023とおくと1グラムあたりのプルトニウム239の原子量は
{\displaystyle A={\frac {6\times 10^{23}}{239}}\simeq 2.51\times 10^{21}\quad \mathrm {g} ^{-1}}
である。これが1秒間に崩壊したとすれば
{\displaystyle A\lambda =(2.51\times 10^{21})\times (9.16\times 10^{-13})\simeq 2.30\times 10^{9}\quad \mathrm {Bq/g} }
となり、比放射能が求められる。実際、差分で比放射能を計算してみると
{\displaystyle A(1-e^{-\lambda })=2.51\times 10^{21}(1-e^{-9.16\times 10^{-13}})\simeq 2.30\times 10^{9}\quad \mathrm {Bq/g} }
と一致する。プルトニウムを例に用いたのは上にも述べた通り、半減期が長いため崩壊定数が小さく、微分での近似との誤差が問題とならないからであるが、実用上は崩壊定数が十のマイナス何乗オーダーであれば十分誤差は小さい。

## 実験的に求める方法
崩壊定数は実験的にも求めることができる。1種類の1回壊変して娘核種が安定核である任意の放射性同位体の放射線を計測すれば、
{\displaystyle dN=-\lambda {Ndt}}
より計数率（カウント数）は
{\displaystyle \lambda N=\lambda N_{0}e^{-\lambda t}}
に比例する。定義により微小時間dt （≒単位時間）あたりの崩壊数はλN に比例するが、微分方程式の解に元の定義である微分方程式の比例式のようにλを掛けている。この常用対数を取れば（対数を取るために比例式のマイナスを取り除いたが、右辺の指数関数の中身が負となるため結局矛盾しない）
{\displaystyle {\begin{aligned}\log \lambda N=-(\log e)\lambda t+\log {\lambda N_{0}}\\=-0.4343\lambda t+\log {\lambda N_{0}}\end{aligned}}}
と傾きが -0.4343λとなるため、崩壊定数が求められる。つまり、1種類の放射性同位体のカウント数を時系列で横軸に時間、縦軸にカウント数の常用対数という片対数グラフにプロットすれば1次関数となり、その傾きから崩壊定数を実験的に求めることができる。